# 藤壺
藤壺是鞘甲綱蔓足亚綱（學名：Cirripedia，原蔓足綱、蔓足下綱）生物的通稱。所有的藤壺都生活在海洋中，其中絕大部分又生活在潮間帶等淺海海域。其幼體（有兩個階段）為自游生物，但成年後無法靠自己移動，只能固著在堅硬物體（如岩石）表面、通過濾食來生存。該下綱共有約1,220種生物。

## 习性

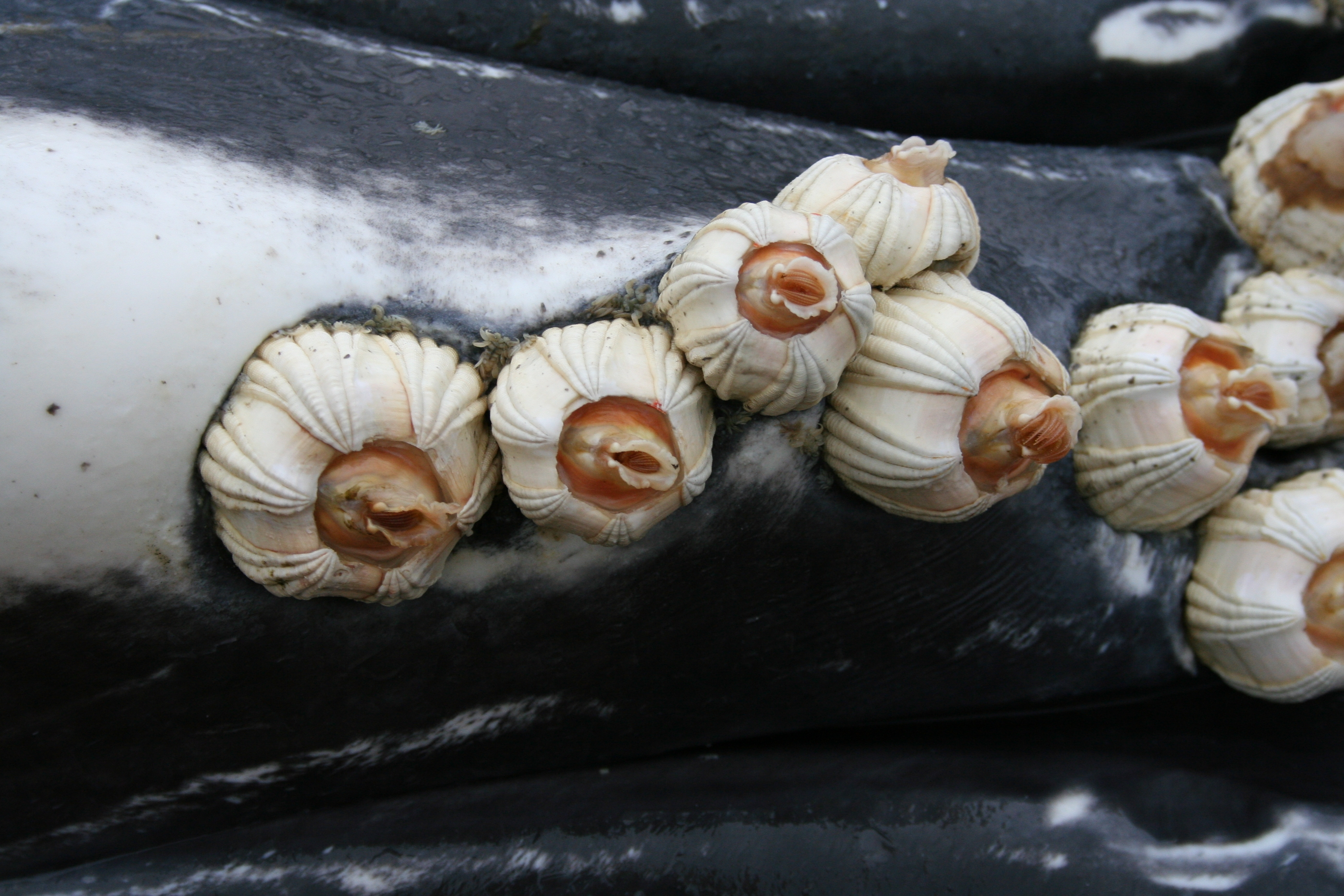
一條座頭鯨頭部的鯨藤壺

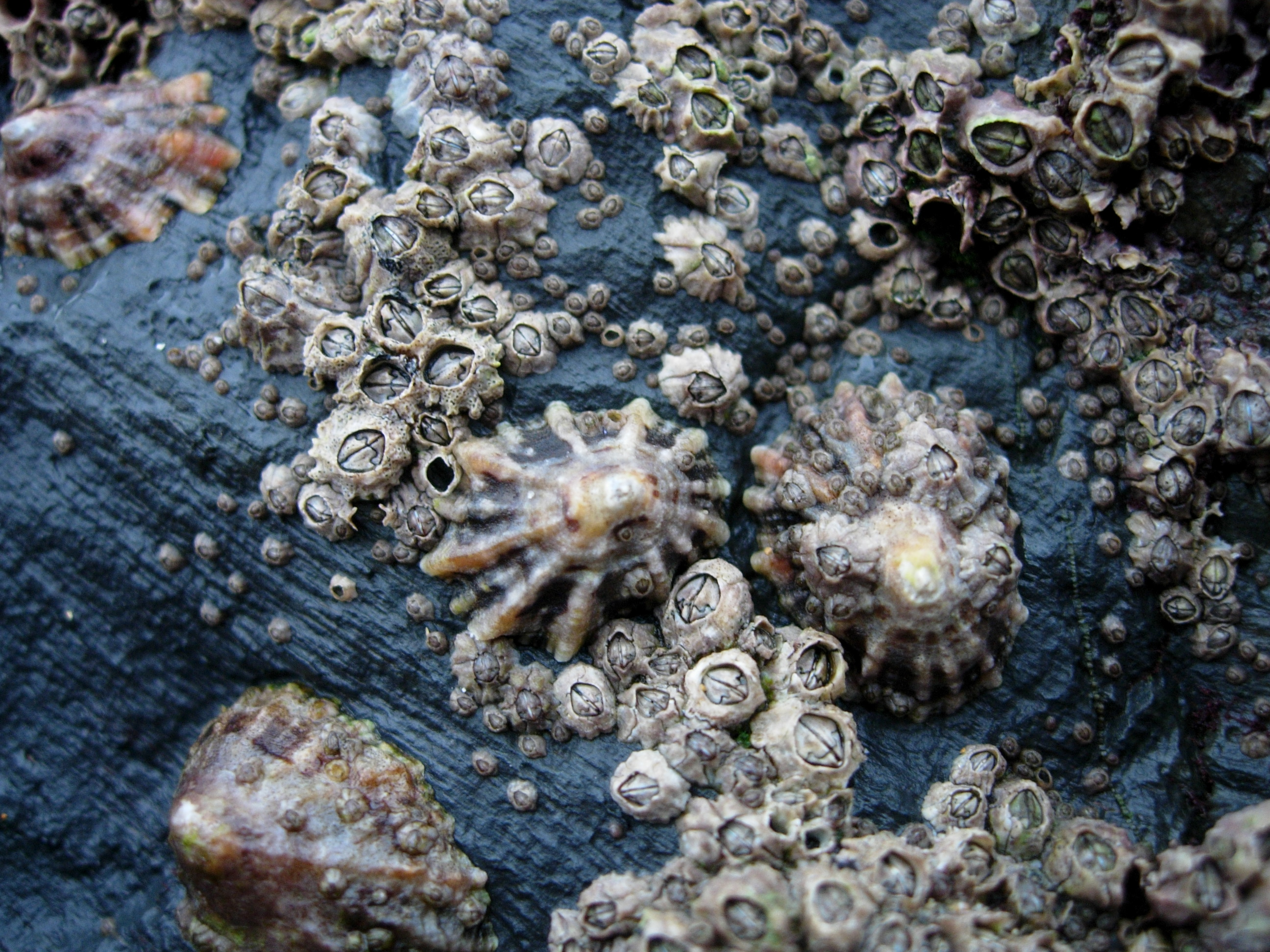
互相爭奪生存空間的帽贝和藤壺

成年的藤壺會附著在各種堅硬物體表面，這包括鯨的身體、岩石、船底等，由於船殼附著太多藤壺將增加航行時阻力而浪費燃料，需定期清除，一些船隻會使用防止藤壺附著的塗料。蟹奴屬的藤壺生活在螃蟹的身體裡面。
其主要感官為蔓足，通過觸覺來捕食。此外，成年體有三個光感受器，在環境變暗時會停止覓食，並將蔓足縮回壳中。
科學家曾在水下600（2,000英尺）處發現過藤壺，但大約75%的藤壺都生活在100米以上的淺海海域，有25%的藤壺生活在潮間帶。潮間帶的藤壺分佈極為密集，經常會覆蓋整個岩石表面。藤壺與帽贝、贻贝存在競爭關係，它們會互相爭奪地盤。
峨螺是最常見的藤壺天敵，它們能夠磨碎藤壺的堅硬外殼，吃掉其柔軟的身軀。而贻贝則會捕食藤壺的幼體。赭色海星也會捕食藤壺。
有考古證據顯示人類在一萬年前就開始食用鵝頸藤壺（Pollicipes pollicipes）了。在某些國家，特別是西班牙，鵝頸藤壺是一道珍饈。其數量並不多而且產量在不斷減少，所以主要靠人工捕撈，其价格昂貴，每公斤可达90欧元。

## 分類

### 2001年分類
部分學者視其為一個綱或亞綱，2001年馬丁和戴維斯將其定為下綱，按二人的研究，蔓足下綱的分類如下：
- 尖胸總目（Acrothoracica） Gruvel, 1905
  - 有肛目（Pygophora）Berndt, 1907
  - 无肛目（Apygophora）Berndt, 1907
- 根头总目（Rhizocephala） Müller, 1862
  - 有刺胞幼體目（Kentrogonida）Delage, 1884
  - 無刺胞幼體目（Akentrogonida）Häfele, 1911
- 圍胸總目（Thoracica） Darwin, 1854：又名完胸上目，原為目級的圍胸目。
  - 有柄目（Pedunculata）Lamarck, 1818
    - 異茗荷亞目（Heteralepadomorpha） Newman, 1987
    - 鸟嘴亚目（Iblomorpha）Newman, 1987
    - 茗荷亞目（Lepadomorpha）Pilsbry, 1916
    - 鎧茗荷亞目（Scalpellomorpha） Newman, 1987

  - 无柄目（Sessilia）Lamarck, 1818

### 2006年分類
2006年，原圍胸總目成員重新分類，有柄目被一分為四，蔓足下綱的組成如下：
- 尖胸總目（Acrothoracica） Gruvel, 1905
  - 有肛目（Pygophora）Berndt, 1907
  - 无肛目（Apygophora）Berndt, 1907
- 根头总目（Rhizocephala） Müller, 1862
  - 有刺胞幼體目（Kentrogonida）Delage, 1884
  - 無刺胞幼體目（Akentrogonida）Häfele, 1911
- 圍胸總目（Thoracica） Darwin, 1854
  - Cyprilepadiformes Buckeridge & Newman, 2006[15]。
  - 鸟嘴目 Ibliformes Buckeridge & Newman, 2006：包含舊有的鸟嘴亚目[16]。
    - 鸟嘴亚目 Iblomorpha Newman, 1987

  - 茗荷目 Lepadiformes Buckeridge & Newman, 2006：[17]。
    - 異茗荷亞目 Heteralepadomorpha Newman, 1987[18]
    - 茗荷亞目 Lepadomorpha Pilsbry, 1916
    - Praelepadomorpha

  - 鎧茗荷目 Scalpelliformes Buckeridge & Newman, 2006：從舊有鎧茗荷亚目直接提升至目級[19]。
  - 无柄目（Sessilia）Lamarck, 1818

### 2009年分類
2009年，原尖胸總目重新分類，新的分類如下：
- 尖胸總目（Acrothoracica） Gruvel, 1905[20]
  - 石尖胸目 Cryptophialida Kolbasov, Newman & Hoeg, 2009
  - 石鑿目 Lithoglyptida Kolbasov, Newman & Hoeg, 2009
- 根头总目（Rhizocephala） Müller, 1862
  - 有刺胞幼體目（Kentrogonida）Delage, 1884
  - 無刺胞幼體目（Akentrogonida）Häfele, 1911
- 圍胸總目（Thoracica） Darwin, 1854
  - Cyprilepadiformes Buckeridge & Newman, 2006[15]。
  - 鸟嘴目 Ibliformes Buckeridge & Newman, 2006：包含舊有的鸟嘴亚目[16]。
    - 鸟嘴亚目 Iblomorpha Newman, 1987

  - 茗荷目 Lepadiformes Buckeridge & Newman, 2006：[17]。
    - 異茗荷亞目 Heteralepadomorpha Newman, 1987[18]
    - 茗荷亞目 Lepadomorpha Pilsbry, 1916
    - Praelepadomorpha

  - 鎧茗荷目 Scalpelliformes Buckeridge & Newman, 2006：從舊有鎧茗荷亚目直接提升至目級[19]。
  - 无柄目（Sessilia）Lamarck, 1818

### 2021年分類
2021, Chan等人将其升级为蔓足亚綱，为鞘甲纲（Thecostraca，原为鞘甲亚纲）下的一个亚纲。
- 蔓足亚綱  Burmeister, 1834
  - 尖胸下纲  Gruvel, 1905
    - 目 Cryptophialida Kolbasov, Newman & Hoeg, 2009
    - 棘甲藤壶目  Kolbasov, Newman & Hoeg, 2009

  - 根头下纲  Müller, 1862
  - 围胸下纲  Darwin, 1854
    - 总目 Phosphatothoracica Gale, 2019
      - 目 Iblomorpha Buckeridge & Newman, 2006
      - 目 † Eolepadomorpha Chan et al., 2021

    - 总目 Thoracicalcarea Gale, 2015
      - 目 Calanticomorpha Chan et al., 2021
      - 目 Pollicipedomorpha Chan et al., 2021
      - 目 铠茗荷目  Buckeridge & Newman, 2006
      - 目 † Archaeolepadomorpha Chan et al., 2021
      - 目 † Brachylepadomorpha Withers, 1923
      - (Unranked) Sessilia （原无柄目）
        - 藤壶目  Pilsbry, 1916 （原藤壶亚目）
        - 花笼目  Pilsbry, 1916（原花笼亚目）

## 化石
Priscansermarinus barnetti在寒武紀中期的苗岭统就存在於地球上了，但各類藤壺的骨骼化石直到新近紀才逐漸增多。這主要是因為其化石比較脆弱，容易被海浪碾碎。
因為主要生活在淺海，藤壺化石是判定史前海岸線位置的重要指標。

## 地名
台灣澎湖縣西嶼鄉有一赤馬村的村落名稱源自藤壺，赤馬村古名「緝馬灣」，在清代早期文獻如《裨海紀遊》、《澎湖紀略》記做「䗩仔灣」，後期則因閩南語音「tship-á」相似「緝馬」之故後訛寫成「緝馬灣」。

## 外部連接
- Barnacles （页面存档备份，存于）， Marine Education Society of Australasia